# تپه میهه
تپه میهه مربوط به دوران پیش از تاریخ ایران باستان است و در شهرستان کوهرنگ، بخش مرکزی، دهستان میهه واقع شده و این اثر در تاریخ ۲۴ فروردین ۱۳۸۲ با شمارهٔ ثبت ۸۲۰۱ به‌عنوان یکی از آثار ملی ایران به ثبت رسیده است.